# Eudoxie Baboul
Eudoxie Baboul (Sinnamary, 1 oktober 1901 – Cayenne, 1 juli 2016) was een Franse supereeuwelinge.
Met het overlijden op 12 mei 2015 van de op dat moment bijna 114-jarige Olympe Amaury werd de toen 113-jarige Baboul de oudste Française. Ze werd geboren in 1901 in Frans-Guyana, waar ze haar hele leven heeft gewoond. Ze overleed uiteindelijk exact drie maanden vóór haar 115e verjaardag in een ziekenhuis in de hoofdstad Cayenne.
De oudste inwoner in Frankrijk zelf was tot haar dood op 5 februari 2016 de bijna 113-jarige Therèse Ladigue (geboren op 15 februari 1903). Zij werd opgevolgd door de 113-jarige Élisabeth Collot (geboren op 21 juni 1903), die na het overlijden van Eudoxie Baboul de algeheel oudste Française is.